# Rho (faktor)

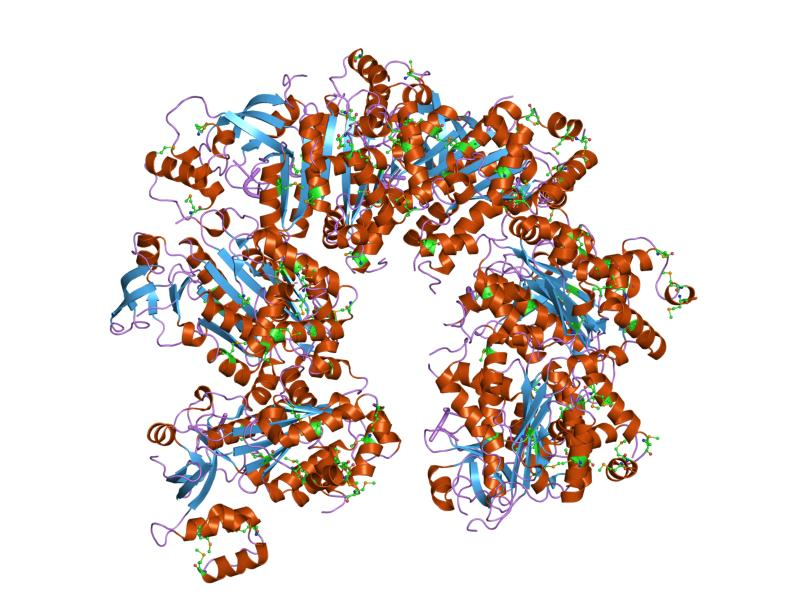
Rho faktor

Rho (ρ faktor) je bakteriální protein s helikázovou aktivitou, který se účastní procesu ukončení (terminace) bakteriální transkripce. Tento typ ukončení transkripce se proto označuje jako rho-dependentní (závislý na rho). Je to zřejmě nejznámější terminační faktor.
Rho je hexamerický proteinový komplex složený z šesti identických podjednotek. Váže se na právě vznikající molekuly RNA, konkrétně na oblasti bohaté na cytosin. Následně se spustí ATPázová aktivita, Rho se pohybuje podél vlákna ve směru 5'-3' a začne dohánět RNA polymerázu. Když se s ní dostane do kontaktu, RNA polymeráza se pustí vlákna a ukončí se transkripce. Díky helikázové aktivitě následně rho rozplete RNA/DNA komplex a RNA se definitivně uvolní.
U Escherichia coli je protein rho možné inhibovat pomocí antibiotika bicyklomycinu, který znemožňuje ATPázovou aktivitu proteinu rho.